# Atbara (città)
Atbara è una città di 111.399 (2007) abitanti nel Sudan del nord-est. È situato tra la confluenza del fiume omonimo, Atbara, con il Nilo. È un importante snodo ferroviario e la maggior parte della sua economia ruota attorno alla manutenzione delle linee ferroviarie.

## Storia
La posizione strategiga della confluenza del fiume Atbara con il fiume Nilo permise al Generale Kitchener di vincere la famosa Battaglia di Atbara, vinta l'8 aprile 1898 vicino a Nakhelia sulla sponda settentrionale del Nilo, sconfiggendo le forze Madiste. La favorevole posizione di Kitchner, rafforzata dalla recente vittoria, permise a sua volta una decisiva vittoria nella Battaglia di Omdurman, lasciando alle forze della Gran Bretagna un totale controllo sul Sudan.
Il primo sindacato prese forma ad Atbara nel 1946 tra lavoratori della ferrovia. Nella città sorge uno tra i più grandi cementifici al mondo (Atbara Cement Corporation). La città era la capitale dell'industria ferroviaria sudanese. Oggi soltanto pochi treni sono fabbricati in questo luogo e il traffico ferroviario si è notevolmente ridotto. Rimane solo la vecchia stazione dei treni con le vecchie case dei ferrovieri e degli addetti alla manutenzione.
Sarà stato per la forte presenza di ferrovieri al tempo ma Atbara era considerata essere anche la capitale del comunismo in Sudan. Nel 1970 l'allora presidente Jaafar Nimeiri alternava forti periodi di capitalismo con altri di islamismo e comunismo.
Atbara è suddivisa in diversi distretti amministrativi alcuni dei quali sono Almurabaat, Alsawdana, Almatar e Umbukole, sede della prima scuola superiore della città. Un noto cittadino è Mandour Alamhdi che scrisse la Storia del Sudan.

## Società

### Evoluzione demografica
| Anno         | Popolazione |
| ------------ | ----------- |
| 1956         | 36.300      |
| 1973         | 66.116      |
| 1983         | 73.009      |
| 1993         | 87.878      |
| 2007 (Stima) | 111.399     |

Uno dei più grandi distretti della città è Al-Dakla. Alcuni ancora usano questo nominativo per riferirsi alla città di Atbara.

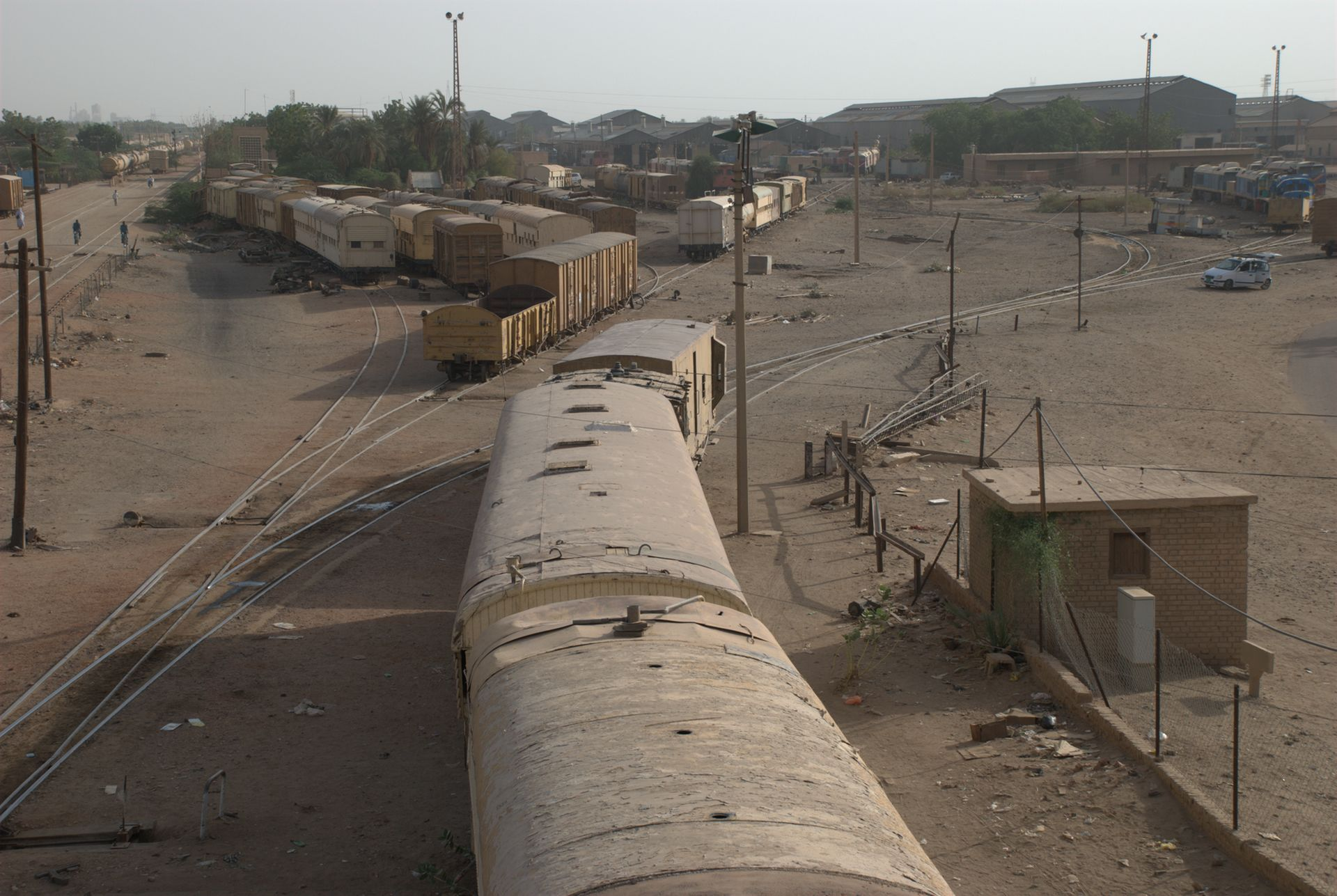
Stazione ferroviaria di Atbara